# Carpodacus roborowskii
Pintarroxo-do-tibete ou pintarroxo-lilás (Carpodacus roborowskii) é uma espécie de ave da família Fringillidae.
Apenas pode ser encontrada no seguinte país: China.
Os seus habitats naturais são: tundras.